# Rauschuppenotter
Die Rauschuppenotter (Tropidechis carinatus, Syn.: Hoplocephalus carinatus) ist eine Schlange aus der Familie der Giftnattern (Elapidae). Die Gattung Tropidechis ist monotypisch, die Rauschuppenotter ist somit die einzige Art der Gattung. Im Englischen wird die Art als „Rough-scaled snake“ bezeichnet.

## Merkmale
Die Rauschuppenotter besitzt einen schlanken, aber kräftigen Körperbau und erreicht eine Länge von 75 bis 100 Zentimetern. Der Kopf setzt sich vom Hals ab. Die Körperfärbung variiert zwischen oliv-grün und dunkelbraun. In der Regel zeichnen sich entlang des Rückens mehrere Reihen dunkle Flecken ab. Die Körpermitte umgeben 23 Reihen Schuppen, welche gekielt sind und die Haut der Schlange somit rau erscheinen lassen. Das Auge weist eine bei Lichteinfall runde Pupille auf. Wie für Giftnattern typisch besitzt die Rauschuppenotter im vorderen Oberkiefer festsitzende, nicht bewegliche Giftzähne, die über einen Giftkanal mit Giftdrüsen im seitlichen Schädelbereich verbunden sind.

## Vorkommen
Tropidechis carinatus ist im küstennahen Osten Australiens im Nordosten von New South Wales sowie im Südosten und mit einer separaten Population im Nordosten von Queensland verbreitet. Es werden tropische Regenwälder und feuchte Hartlaubwälder bewohnt.

## Lebensweise
Die Rauschuppenotter führt eine bodenbewohnende Lebensweise. Teilweise klettert sie jedoch während der Nahrungssuche auch in niedrigem Gebüsch. Zum Beutespektrum zählen kleine Säugetiere, Froschlurche, Vögel und Eidechsen. Die Fortpflanzung erfolgt durch Ovoviviparie, die Art ist also Ei-lebendgebärend. Ein Wurf umfasst 5 bis 18 Jungschlangen.
Die Schlange ist scheu und flüchtet bei Bedrohung, in Bedrängnis setzt sie sich jedoch zur Wehr.

## Toxikologie
Der Giftbiss der Rauschuppenotter wird als gefährlich betrachtet. Das Toxingemisch weist verschiedene Bestandteile auf. Von klinischer Relevanz sind besonders prä- und postsynaptische Neurotoxine (Hemmung des cholinergen Systems durch Antagonismus oder Hemmung der Ausschüttung von Acetylcholin in den synaptischen Spalt) sowie Myotoxine und Prokoagulantien. Letztere können eine Verbrauchskoagulopathie bewirken.

### Intoxikation
Nach einem Biss können Lokalsymptome wie Schmerzen, Rötung und Schwellung auftreten. Unspezifische systemische Symptome sind unter anderem Übelkeit, Emesis und Abdominalschmerzen. Eine Verbrauchskoagulopathie tritt sehr häufig auf, entsprechend kann es zu starken inneren und äußeren Hämorrhagien und Hämaturie kommen. Der Blutverlust kann lebensbedrohlich sein. Neurotoxizität (Lähmungserscheinungen) ist zumeist mild ausgeprägt, eine starke Paralyse mit Atemlähmung kann dennoch auftreten. Eine milde bis mäßig starke Myolyse kann sekundäre Schädigungen der Nieren nach sich ziehen.
Unbehandelt liegt die Letalität bei 40 bis 50 Prozent. Antiveningabe (Tiger Snake Antivenom, CSL Limited) hat sich als wirksam erwiesen.